# 菊地太
菊地 太（きくち ふとし、1951年4月5日 - ）は、日本の俳優、モデル。本名および旧芸名、菊地 正孝（きくち まさたか）。
岩手県出身。東海大学卒業。俳優としては清野事務所に、モデルとしてはインターシリーズに所属していた。

## 人物
鶴田浩二に師事し、芸能界入り。1975年『新幹線大爆破』（東映）の刑事役で俳優デビューする。
その後はプロダクションに所属し、1976年に円谷プロ制作の特撮テレビドラマ『プロレスの星 アステカイザー』（NET、現・テレビ朝日）のオーディションに合格。当初は初期の数話に出演する全日本チャンピオンのプロレスラー役の予定であったが、結果的に「ジョー神崎」役でレギュラーとして出演することとなった。役作りのために新日本プロレスの道場に通い、ドロップキックやブレーンバスターなどのプロレス技も決められるようになったという。主演を務めた島村美輝は、菊地について「ある意味番組にとって要となった人なんじゃないかな」と評している。
特技は、アクション。また、歌が趣味なことから日本クラウンよりCDもリリースしており、東映カラオケビデオへの出演も多い。その他、モデルとしてCM出演も多数。

## 出演

### テレビドラマ

#### 菊地正孝 名義
- プレイガール 第206話「銀嶺は復讐の血で燃えた」（1973年、12CH）
- 非情のライセンス（NET）
  - 第1シリーズ
    - 「兇悪の門」（1973年）
    - 「兇悪の回路」（1973年） - バーテン
    - 「兇悪のビーナス」（1973年）
    - 「兇悪の陽だまり」（1974年）

  - 第2シリーズ
    - 第5話「兇悪のカナリア」（1974年） - 事務員
    - 第15話「兇悪の故郷」（1975年） - 記者A
    - 第44話「兇悪のヌード」（1975年） - アベックの男
    - 第62話「兇悪の超特急」（1975年） - 警官B
    - 第64話「兇悪の失恋」（1975年） - 警官
    - 第72話「兇悪の密告」（1976年） - 男B[注釈 1]
    - 第73話「兇悪のノクターン」（1976年） - 花崎組々員A

  - 第3シリーズ 第14話「兇悪のマイホーム・連続身代わり殺人」（1980年）[注釈 1]
- 太陽にほえろ!（NTV）
  - 第53話「ジーパン刑事登場!」（1973年）
  - 第84話「人質」（1974年）
  - 第94話「裏切り」（1974年）
- 雑居時代 第1話「自分の家に下宿する男」、第9話「お母さん」（1973年、NTV）
- 特別機動捜査隊（NET）
  - 第598話「黄色い性の風化」（1973年） - 警官
  - 第600話「海は帰らない」（1973年） - 学生風B
  - 第606話「愛と憎しみの湖」（1973年） - ボーイ
  - 第631話「大爆発」（1973年） - 男
  - 第765話「ダイナマイトとダリヤの花」（1976年） - 伊勢 ※菊地太名義
- 幡随院長兵衛お待ちなせえ（1974年、MBS）
  - 第1話「長兵衛誕生」
  - 第24話「哀しい女」
- 仮面ライダーX 第14話「アポロガイスト くるい虫地獄」（1974年、MBS） - GOD機関工作員[注釈 2]
- 真夜中のあいさつ（1974年、TBS）
- 若い!先生 第23話「ふりむくな昨日を!」（1974年、TBS） - 組員
- がんばれ!!ロボコン（NET） - ガソリンスタンド店員
  - 第1話「おいらロボット ロボコンだい」（1974年）
  - 第7話「フンジャラ! スターになるぞ!!」（1974年）
  - 第12話「ギャンギャラ! つらいぜロボット柔道」（1974年）
  - 第15話「ギャホー! ニセハートマークだ!!」（1974年）
  - 第25話「ペコペコリン!! 節約タイプは高くつく」（1975年）
  - 第115話「ミスタリン!! 恐怖の通り魔事件」（1977年）
- 正義のシンボル コンドールマン（1975年、NET）
  - 第3話「殺しが命 ダンガンマー」 - 死神四郎の部下[注釈 3]
  - 第4話「輝け! ゴールデンコンドル」 - 金満社長の部下
- 敬礼!さわやかさん 第16話「愛のミニパト天使」（1976年、NET）

#### 菊地太 名義
- プロレスの星 アステカイザー（1976年 - 1977年、NET） - ジョー神崎
- 俺たちの朝 第26話「親父と行きずりの女と春の凧」（1977年、NTV） - オッスの喧嘩相手
- 5年3組魔法組 第16話「魔法で相撲だハッケヨイ!」（1977年、NET）
- 快傑ズバット 第16話「殺しのぬれぎぬ 哀しみの健」、第17話「嘆きの妹 ふたりの健」（1977年、12CH） - バーテン左京次
- 特捜最前線（ANB）
  - 第1話「愛の十字架」（1977年） - 立花会構成員
  - 第10話「母・その愛の標的」（1977年）
  - 第22話「標的 ある女の情炎」（1977年）
  - 第41話「シクラメンは見ていた!」（1978年）
  - 第54話「ナーンチャッテおじさんがいた!」（1978年）
  - 第59話「制服のテロリスト達!」（1978年）
  - 第66話「判決・毒薬を盛った女!」（1978年）
  - 第79話「挑戦III・十三歳の旅立ち!」（1978年）
  - 第82話「望郷殺人カルテット!」（1978年）
  - 第109話「紫色のマニキュアをした女!」（1979年）
  - 第115話「チリアーノを歌う悪女!」（1979年）
  - 第125話「亡霊・帰って来た幽子!」（1979年）
  - 第139話「消えた子連れ刑事!」（1979年）
  - 第168話「亡霊・顔のない女!」（1980年）
  - 第214話「バラの花殺人事件!」（1981年）
  - 第231話「十字路・ビラを配る女!」（1981年）
  - 第241話「歳末パトロールで逢った女!」（1981年）
  - 第302話「始発電車にあった死体!」（1983年）
  - 第336話「銀色の爪の娘たち!」（1983年）
  - 第343話「汚職官僚の妻!」（1983年）
  - 第349話「ギリシャから来た女!」（1984年）
  - 第358話「単身赴任殺人事件!」（1984年）
  - 第367話「六本木ラストダンス!」（1984年）
  - 第374話「真夜中の殺人エレベーター!」（1984年）
  - 第381話「スクープ・真夜中の証言者!」（1984年）
  - 第385話「新幹線出張殺人!」（1984年）
  - 第405話「浅草の老警官・7分間の嘘!」（1985年）
  - 第421話「人妻を愛した刑事!」（1985年）
  - 第430話「昭和60年夏・老刑事船村一平退職!」（1985年）
  - 第435話「特命課・吉野刑事の殉職!」（1985年）
  - 第450話「前略、神代課長様・天使からの告発状!」（1986年）
  - 第462話「大崎の女・凍死トリック、死を招く雨!」（1986年）
  - 第474話「エアロビクス・コネクション!」（1986年）
  - 第485話「喪服のソープ嬢・1/30秒の殺人トリック!」（1986年）
  - 第499話「退職刑事船村・鬼」、第500話「退職刑事船村II・仏」（1987年）
- 横溝正史シリーズII / 女王蜂（1978年、MBS） - 日下部達哉
- 土曜ワイド劇場（ANB）
  - 大東京四谷怪談（1978年）
  - 赤いさそりの美女（1979年）
  - 三毛猫ホームズの推理（1979年）
  - 松本清張の小さな旅館（1981年）
  - 松本清張の駅路（1982年）
  - 三毛猫ホームズの運動会（1983年）
  - 東北新幹線殺人事件（1984年）
  - 人妻の背徳日記殺人事件（1986年）
  - 特急北アルプス殺人事件（1986年）
  - アルプス秘湯推理旅行（1990年）
  - 殺意の密室航路（2000年） - 黒田健
- 孤独の賭け（1978年 - 1979年、12CH） - 高木
- スーパー戦隊シリーズ（ANB）
  - バトルフィーバーJ （1979年）
    - 第4話「超魔力の罠だ!」 - 記者
    - 第25話「撮影所は怪奇魔境」 - 山田

  - 太陽戦隊サンバルカン 第23話「銀河魔境の女隊長」（1981年） - 新聞記者
- 鉄道公安官 第12話「もりおか4号・消えた花嫁」（1979年、ANB）
- 騎馬奉行 第14話「初春大当たり千両くじ」（1980年、KTV）
- 花王名人劇場 / さらわれたスーパースター（1980年、KTV）
- 時代劇スペシャル / 佐武と市捕物控4（1982年、CX）
- 巨獣特捜ジャスピオン 第40話「リッチマン作戦・ダイヤ流星群の謎」（1986年、ANB） - テレビのリポーター
- 大都会25時（1987年、ANB） - 渡辺巡査部長
- ゴリラ・警視庁捜査第8班 第16話「無法の街に愛を」（1989年、ANB）
- はぐれ刑事純情派（ANB）
  - 第4シリーズ 第17話「湯煙り北陸奥路・安浦刑事の婚前旅行!?」（1991年）
  - 第5シリーズ 第5話「危険な愛情・父親を刺した女!?」（1992年）

### 映画
- 鬼輪番（1974年、東宝） - 親鬼
- メカゴジラの逆襲（1975年、東宝） - 宇宙人C[9]
- 新幹線大爆破（1975年、東映）
- 惑星大戦争（1977年、東宝） - 湊吾郎[9]
- 実録ヒットマン 妻・その愛（2002年、東映）

### 舞台
- 雲の上団五郎一座

### CM
- 小林製薬
- オリオンビール
- フィリップモリス
- NTT
- 日本オーナーズクラブ
- ケンタッキーフライドチキン